# Аверченков, Иван Александрович
Иван Александрович Аверченков (22 января 1946, посёлок Красный — 26 января 2003, Смоленск) — советский и российский хозяйственный и государственный деятель, мэр города Смоленска в 1998—2003 годах, почётный гражданин Смоленска (2008, посмертно).

## Биография
Иван Аверченков родился 22 января 1946 года в посёлке Красный Смоленской области. В 1953—1964 годах учился в Краснинской средней школе, окончил её с серебряной медалью. Член ВЛКСМ с 1960 года. В 1969 году Аверченков окончил Белорусский политехнический институт по специальности «Автомобили и тракторы». На военной кафедре института он получил звание инженера-лейтенанта, во время прохождения срочной службы в Советской Армии был заместителем командира роты по техчасти. С 1971 года Аверченков работал старшим инженером по технике безопасности треста «Спецстроймеханизация». В 1972 году он вступил в КПСС. С июля 1974 года Аверченков работал начальником участка дорожных машин в Смоленском управлении механизации треста.

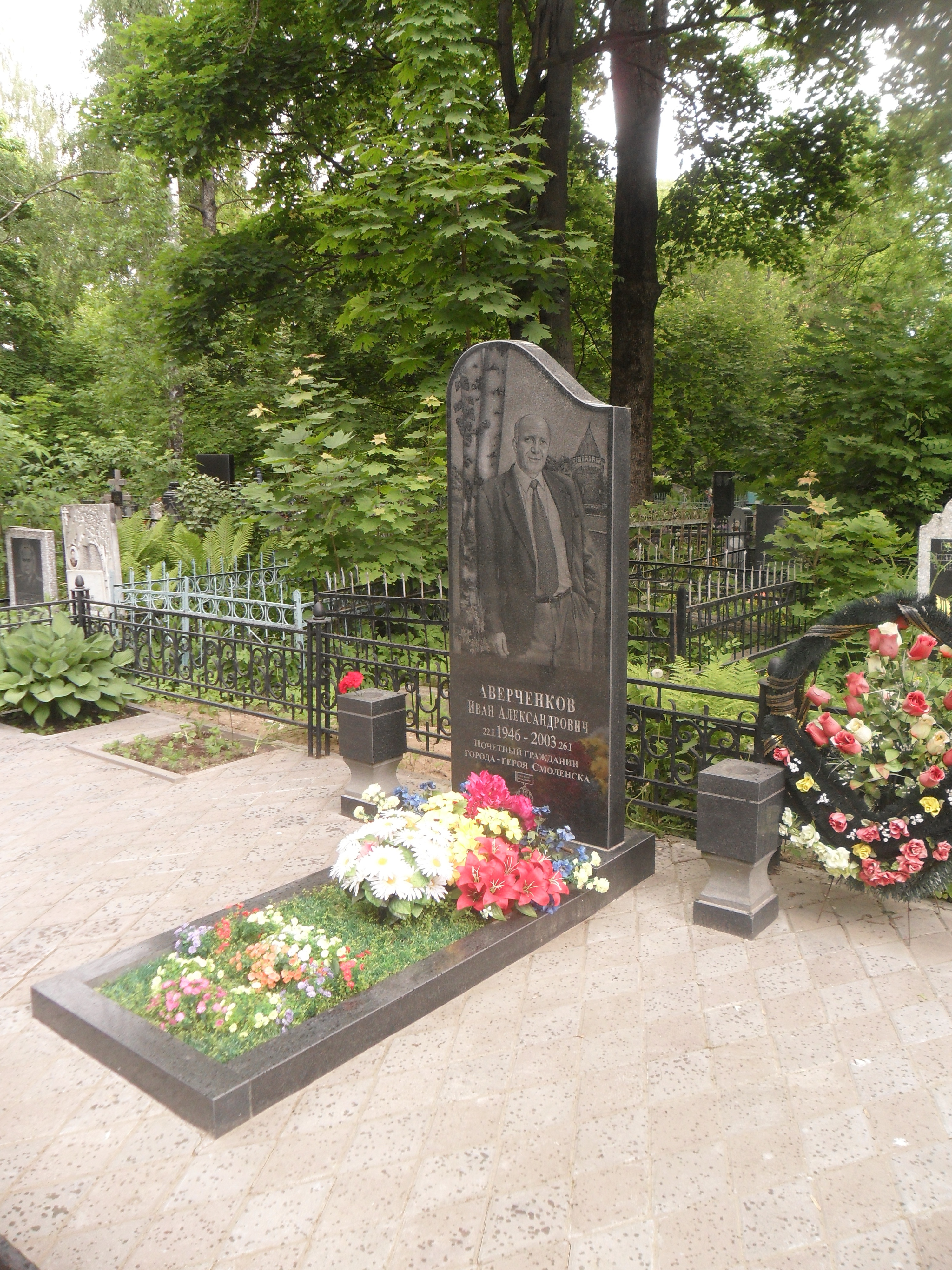
Могила Аверченкова на Братском кладбище Смоленска.

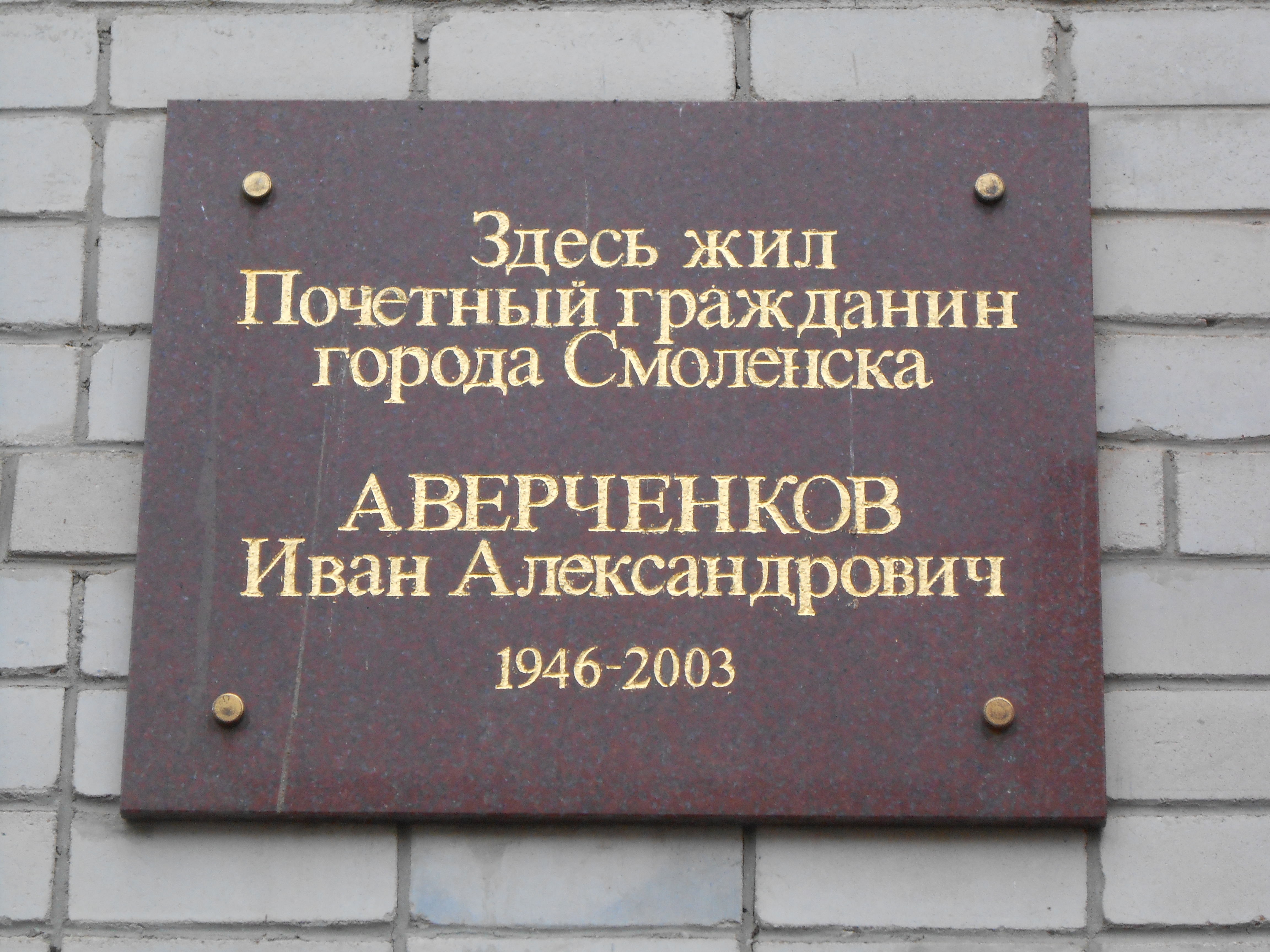
Мемориальная доска.
Улица Энгельса, 22.

С февраля 1976 года Аверченков работал в системе коммунального хозяйства Смоленской области, прошёл путь от главного инженера управления «Дормостстрой» треста дорожного строительства и благоустройства до руководителя этого треста. В 1986 году он стал начальником объединения ЖКХ Смоленского горисполкома. После распада СССР он продолжил свою работу на должности начальника управления ЖКХ Мэрии города Смоленска. С апреля 1995 года он совмещал эту должность с обязанностями заместителя мэра Смоленска.
В 1998 году Аверченков решением Смоленского горсовета был назначен главой администрации Смоленска. Он находился на этой должности до самой своей смерти. За время его работы в Смоленске были произведены масштабные строительные и реконструкционные работы. В частности, были перестроены Пятницкий путепровод над железной дорогой и мост через Днепр, введена в действие автомобильная дорога, связавшая Рославльское кольцо с микрорайоном Киселёвка, что позволило разгрузить движение по улице Шевченко, благоустроены улицы Ленина, Большая Советская и Шевченко, построены взрослая и детская поликлиника в Киселёвке, реконструирован Дворец бракосочетания, частично облагорожена набережная Днепра. При непосредственном участии Аверченкова производилась большая работа в области сохранения истории и культуры Смоленска, увековечения памяти знаменитых смолян, распространения краеведческих знаний, развитию туризма. Был соавтором нескольких краеведческих изданий.
За время своей деятельности Аверченков трижды — в 1999, 2000 и 2001 годах — признавался по результатам опроса «Человеком года» газетой «Смоленские новости». В 2001 году он заочно окончил юридический факультет. В декабре 2001 года Смоленский горсовет продлил полномочия Аверченкова в качестве мэра города ещё на 4 года.
Аверченков скончался 26 января 2003 года. Похоронен на Братском кладбище Смоленска.
Решением Смоленского горсовета от 29 августа 2008 года за «большой вклад в развитие экономики и жилищно-коммунального хозяйства города Смоленска, его благоустройство и строительство, социальное обеспечение населения, сохранение памятников истории и культуры, увековечение памяти выдающихся смолян Егорова М. А., Исаковского М. В., и Твардовского А. Т., возведение храма святых Новомучеников Российских» Иван Аверченков посмертно был удостоен высокого звания «Почётный гражданин города-героя Смоленска».
Почётный работник жилищно-коммунального хозяйства России (1997), Заслуженный работник жилищно-коммунального хозяйства Российской Федерации (1999). 22 января 2009 года на доме № 22 по улице Энгельса, где последние годы своей жизни проживал Аверченков, была установлена мемориальная доска.